# NGC 6376
NGC 6376 este o galaxie activă situată în constelația Dragonul. A fost descoperită în 1 septembrie 1886 de către Lewis A. Swift.